# Parablepharis kuhlii

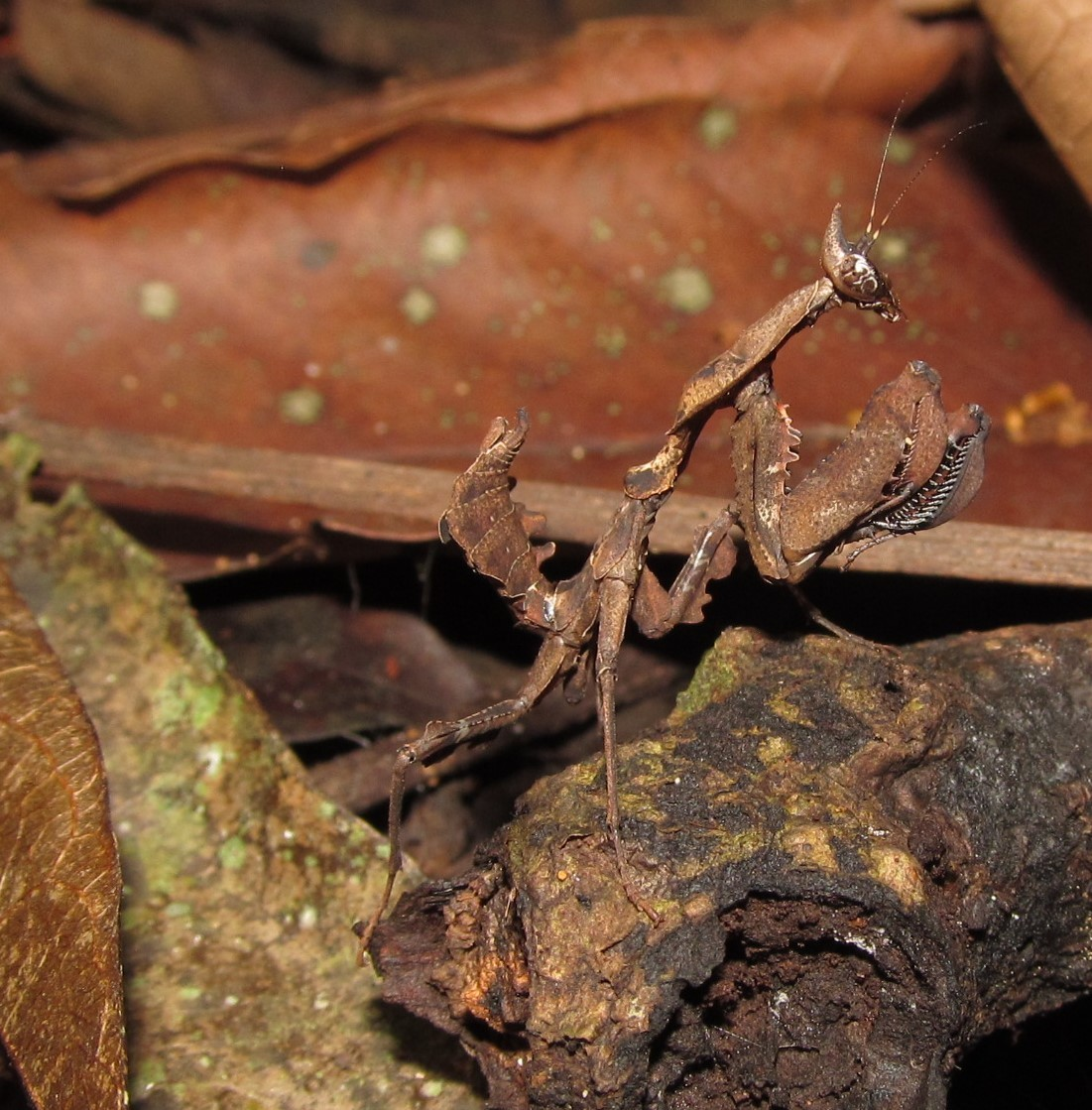

Parablepharis kuhlii är en bönsyrseart som beskrevs av De Haan 1842. Parablepharis kuhlii ingår i släktet Parablepharis och familjen Hymenopodidae.

## Underarter
Arten delas in i följande underarter:
- P. k. asiatica
- P. k. kuhlii